# HSV Groß Born
HSV Groß Born (celým názvem: Heeressportverein Groß Born) byl německý vojenský fotbalový klub, který sídlil v pomořanském městě Groß Born (dnešní Borne Sulinowo v Západopomořanském vojvodství). Klub patřil pod pozemní jednotky Wehrmacht.
Zanikl v roce 1945 po polské anexi východních Pomořan.

## Historické názvy
Zdroj: 
- HSV Hubertus Kolberg (Heeressportverein Hubertus Kolberg)
- 1943 – HSV Groß Born (Heeressportverein Groß Born)

## Získané trofeje
- Gauliga Pommern ( 1× )
  - 1943/44

## Umístění v jednotlivých sezonách
Stručný přehled
Zdroj: 
- 1933–1937: Gauliga Pommern Ost
- 1941–1944: Gauliga Pommern Ost

Jednotlivé ročníky
Zdroj: 
Legenda: Z - zápasy, V - výhry, R - remízy, P - porážky, VG - vstřelené góly, OG - obdržené góly, +/- - rozdíl skóre, B - body, červené podbarvení - sestup, zelené podbarvení - postup, fialové podbarvení - reorganizace, změna skupiny či soutěže
| Velkoněmecká říše (1933 – 1944) |                     |        |    |    |   |   |    |    |     |    |        |
| Sezóny                          | Liga                | Úroveň | Z  | V  | R | P | VG | OG | +/- | B  | Pozice |
| 1933/34                         | Gauliga Pommern Ost | 1      | 12 | 7  | 1 | 4 | 44 | 23 | +21 | 15 | 3.     |
| 1934/35                         | Gauliga Pommern Ost | 1      | 12 | 7  | 2 | 3 | 39 | 16 | +23 | 16 | 2.     |
| 1935/36                         | Gauliga Pommern Ost | 1      | 12 | 7  | 2 | 3 | 33 | 22 | +11 | 16 | 2.     |
| 1936/37                         | Gauliga Pommern Ost | 1      | 12 | 5  | 1 | 6 | 19 | 20 | -1  | 11 | 5.     |
| ...                             |                     |        |    |    |   |   |    |    |     |    |        |
| 1941/42                         | Gauliga Pommern Ost | 1      | 10 | 4  | 1 | 5 | 32 | 21 | +11 | 9  | 5.     |
| 1942/43                         | Gauliga Pommern Ost | 1      | 10 | 4  | 1 | 5 | 31 | 37 | -6  | 9  | 4.     |
| 1943/44                         | Gauliga Pommern Ost | 1      | 10 | 10 | 0 | 0 | 83 | 2  | +81 | 20 | 1.     |

Poznámky:
- 1943/44: Groß Born (vítěz sk. Ost) ve finále vyhrál nad Pütnitzem (vítěz sk. West) celkovým poměrem 4:1 (1. zápas – 1:1, 2. zápas – 3:0).